# Aeroport Internacional Elevthérios Venizelos
L'Aeroport Internacional Elevthérios Venizelos (en grec Διεθνής Αερολιμένας «Ελευθέριος Βενιζέλος», Diethnís Aerolimenas «Elevthérios Venizelos») (codi IATA: ATH; codi OACI: LGAV) és l'únic aeroport civil que serveix la ciutat d'Atenes (Grècia). L'aeroport és la principal base d'operacions i el centre de connexió d'Olympic Airlines, l'aerolínia estatal de Grècia, i també d'Aegean Airlines. Va començar a funcionar el 29 de març del 2001.

## Característiques
L'aeroport es troba entre els pobles de Markopoulo, Koropi, Spata i Loutsa, a uns 20 quilòmetres a l'est del centre d'Atenes. Va rebre aquest nom en honor del cretense Elevthérios Venizelos, un important polític i ex primer ministre de Grècia, qui va tenir una important participació en l'aixecament dels cretenses enfront de l'ocupació otomana de Creta en 1896

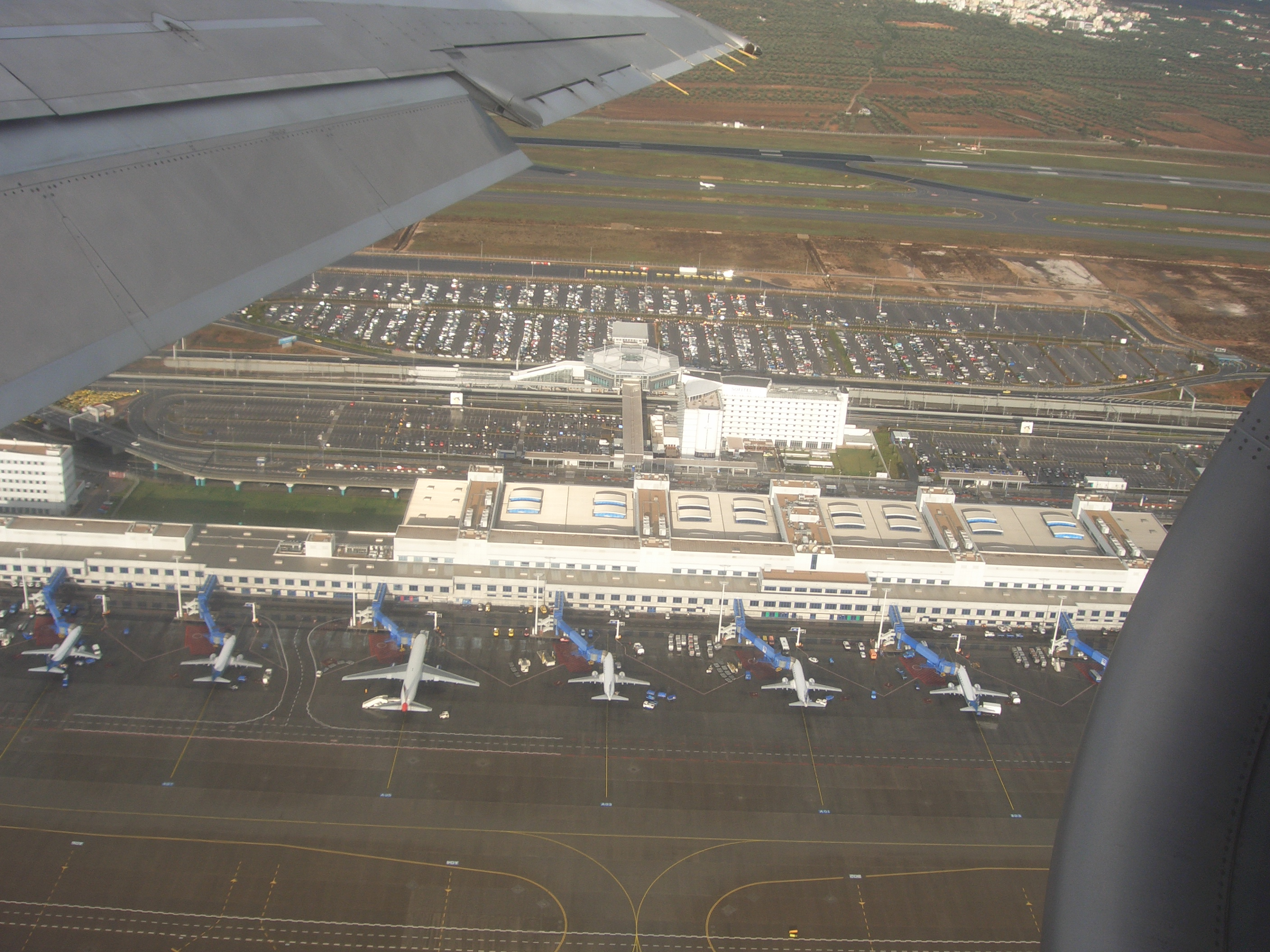
Terminal principal del Aeroport Internacional Elevthérios Venizelos.

Compta en l'actualitat amb dues terminals, la Terminal Principal i la Terminal Satèl·lit, a la qual s'accedeix per un túnel des de la Terminal Principal. Les pistes tenen una extensió d'aproximadament 4 km. L'aeroport va ser construït per un consorci públic-privat i l'Estat conserva un 55% de les accions. És considerat un dels aeroports més cars d'Europa, ja que els seus restaurants i cafès paguen lloguers elevats, així com les aerolínies, que han de pagar altes comissions per la utilització de l'aeroport. L'aeroport va rebre el títol d'"Aeroport europeu de l'any 2004", en el marc dels premis anuals que realitza el Institute of Transport Management (ITM).

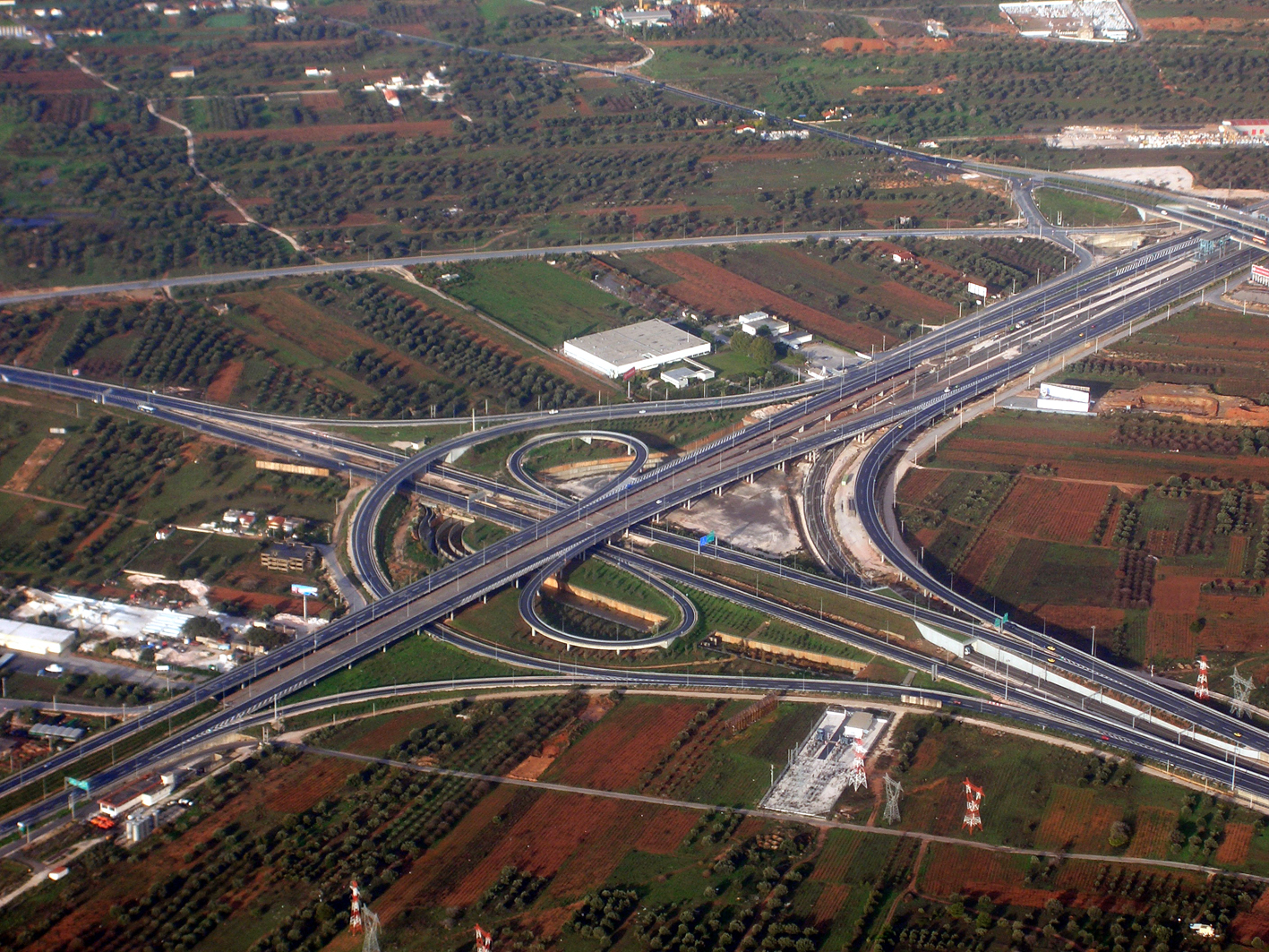
Intercanviador de l'Autopista Attiki Odos, en les rodalies de l'aeroport.

L'aeroport va ser dissenyat per a experimentar ampliacions en el futur que permeten bregar amb el creixent tràfic de passatgers. Les expansions van ser planejades per a realitzar-se en sis fases. La primera fase (l'actual) permet a l'aeroport operar amb 16 milions de passatgers a l'any. La sisena fase permetrà a l'aeroport d'admetre un tràfic de 50 milions de passatgers a l'any.
El 2009, l'aeroport va ser utilitzat per 16.225.885 passatgers, un 1,5% menys que l'any 2008.
Una estació de tren al costat de la terminal de l'aeroport (i accessible a través d'un pont per als vianants elevat) va ser inaugurada abans dels Jocs Olímpics d'Atenes 2004. L'estació permet l'accés a la Línia 3 del Metro d'Atenes i al servei de tren suburbà Proastiakos. A l'aeroport també s'accedeix per l'Autopista Attiki Odos.
El 2005 i el 2006, l'aeroport va ser reconegut per Skytrax com el millor aeroport d'Europa meridional.
L'aeroport va reemplaçar el vell Aeroport Internacional d'El·linikó.